# Korać-Cup 1991/92
Die Saison 1991/92 war die 21. Spielzeit des Korać-Cup, der von der FIBA Europa ausgetragen wurde.
Den Titel gewann Messaggero Roma aus Italien.

## Modus
Es nahmen 32 Mannschaften aus 13 Nationen teil. Nach der Qualifikationsrunde spielten die 32 Teams eine Ausscheidungsrunde. Die Gewinner dieser Spiele qualifizierten sich für die Gruppenphase, die aus vier Gruppen mit je vier Teams bestand. Die beiden Erstplatzierten jeder Gruppe erreichten das Viertelfinale, gefolgt vom Halbfinale und dem Finale.
Die Sieger der Spielpaarungen in der Qualifikationsrunde, der 2. Runde, im Viertelfinale, im Halbfinale, sowie des Finals wurden in Hin- und Rückspiel ermittelt.

## 1. Runde (Qualifikation)
|                          | Gesamt  |                                | Hinspiel | Rückspiel |
| ------------------------ | ------- | ------------------------------ | -------- | --------- |
| BC Trane Castors Braine  | 172:174 | CB Collado Villalba            | 108:97   | 64:77     |
| BK Banik Handlova        | 148:200 | Iraklis Thessaloniki           | 79:89    | 69:111    |
| AEL Lemesós              | 173:232 | KK Bosna Sarajevo              | 83:107   | 90:125    |
| Toshiba Klosterneuburg   | 160:202 | Nikas Peristeri Athen          | 82:98    | 78:104    |
| KS Polfrost Bydgoszcz    | 157:182 | BC Bobcat Gent                 | 75:87    | 82:95     |
| Urheilijat Uusikaupunki  | 145:164 | Racing Club Paris              | 87:97    | 58:67     |
| BG Leuven                | 187:186 | Bellinzona Basket              | 79:86    | 108:100   |
| BS Selex Weert           | 163:207 | CB Fórum Filatélico Valladolid | 83:103   | 80:104    |
| AD Ovarense Ovar         | 137:142 | Reims Champagne Basket         | 71:66    | 66:76     |
| RBC Verviers-Pepinster   | 179:203 | Messaggero Roma                | 89:99    | 90:104    |
| BK Citroen Klagenfurt    | 112:183 | KK Vojvodina Novi Sad          | 62:98    | 50:85     |
| Saint-Quentin Basket     | 131:134 | Panathinaikos Athen            | 69:57    | 62:77     |
| Tungram Budapest         | 195:184 | BK VŠDS Žilina                 | 111:96   | 84:88     |
| Leicester City Riders    | 145:250 | CB CAI Saragossa               | 69:112   | 76:138    |
| HKS Stal Bobrek Bytom    | 178:193 | TED Ankara Kolejilier SK       | 93:98    | 85:95     |
| Körmendi Dózsa MTE       | 158:180 | KK Zadar                       | 85:97    | 73:83     |
| KS Polonia Warschau      | 203:182 | SSV Einheit Weißenfels         | 118:97   | 85:85     |
| MBK Dynamo Moskau        | 200:217 | Hapoel Tel Aviv                | 90:102   | 110:115   |
| Lewski Sofia             | 143:168 | Hapoel Jerusalem               | 83:84    | 60:84     |
| ZTE Heraklith KK         | 161:211 | Efes Pilsen Istanbul           | 73:112   | 88:99     |
| BK Baník Cigeľ Prievidza | 151:163 | Çukurova Universität Adana     | 87:83    | 64:80     |
| T71 Dudelange            | 121:186 | BG Stuttgart/Ludwigsburg       | 72:96    | 49:90     |
| Paşabahçe Istanbul       | 181:165 | Alvik BK Stockholm             | 103:73   | 78:92     |
| TVG Trier                | 178:164 | BVC Bioveta Brünn              | 98:62    | 80:102    |
| JKKS Górnik Wałbrzych    | 150:151 | Videoton KK Székesfehérvár     | 82:66    | 68:85     |
| BK Budiwelnyk Kiew       | 192:148 | Dinamo Oradea                  | 113:67   | 79:81     |

## Teilnehmer
| Teilnehmer   | Teilnehmer | Teilnehmer             | Teilnehmer                     | Teilnehmer                 | Teilnehmer                     |
| Land         | Anzahl     | Mannschaften           | Mannschaften                   | Mannschaften               | Mannschaften                   |
| ------------ | ---------- | ---------------------- | ------------------------------ | -------------------------- | ------------------------------ |
| Griechenland | 4          | AEK Athen              | Panathinaikos Athen            | Nikas Peristéri Athen      | Iraklis Thessaloniki           |
| Italien      | 4          | Messaggero Virtus Roma | Clear Pallacanestro Cantú      | Victoria Libertas Pesaro   | Benetton Pallacanestro Treviso |
| Spanien      | 4          | CB CAI Saragossa       | CB Fórum Filatélico Valladolid | CB Collado Villalba        | Taugrés Baskonia Vitoria       |
| Türkei       | 4          | Efes Pilsen Istanbul   | Paşabahçe Istanbul             | Çukurova Universität Adana | TED Ankara Kolejliler SK       |
| Frankreich   | 3          | Racing Club Paris      | Reims Champagne Basket         | Pitch Cholet Basket        |                                |
| Jugoslawien  | 2          | KK Vojvodina Novi Sad  | KK Bosna Sarajevo              |                            |                                |
| Belgien      | 2          | BC Bobcats Gent        | BG Leuven                      |                            |                                |
| Deutschland  | 2          | TVG Trier              | BG Stuttgart/Ludwigsburg       |                            |                                |
| Israel       | 2          | Hapoel Jerusalem       | Hapoel Tel Aviv                |                            |                                |
| Ungarn       | 2          | Tungsram Budapest      | Videoton KK Székesfehérvár     |                            |                                |
| Kroatien     | 1          | KK Zadar               |                                |                            |                                |
| Polen        | 1          | KS Polonia Warschau    |                                |                            |                                |
| Ukraine      | 1          | BK Budiwelnyk Kiew     |                                |                            |                                |

## 2. Runde
|                            | Gesamt  |                                | Hinspiel | Rückspiel |
| -------------------------- | ------- | ------------------------------ | -------- | --------- |
| CB Collado Villalba        | 181:182 | Iraklis Thessaloniki           | 84:89    | 97:93     |
| KK Bosna Sarajevo          | 165:169 | Nikas Peristéri Athen          | 84:84    | 81:85     |
| BC Bobcat Gent             | 128:155 | Racing Club Paris              | 67:74    | 61:81     |
| BG Leuven                  | 160:184 | CB Fórum Filatélico Valladolid | 84:83    | 76:101    |
| Reims Champagne Basket     | 145:155 | Messaggero Virtus Roma         | 77:74    | 68:81     |
| KK Vojvodina Novi Sad      | 171:170 | Panathinaikos Athen            | 77:67    | 94:103    |
| Tungsram Budapest          | 155:199 | CB CAI Saragossa               | 96:113   | 59:86     |
| TED Ankara Kolejilier SK   | 171:185 | KK Zadar                       | 76:86    | 95:98     |
| KS Polonia Warschau        | 145:214 | Hapoel Tel Aviv                | 75:98    | 70:116    |
| Hapoel Jerusalem           | 195:181 | Efes Pilsen Istanbul           | 99:78    | 96:103    |
| Çukurova Universität Adana | 133:168 | Benetton Pallacanestro Treviso | 64:82    | 69:86     |
| BG Stuttgart/Ludwigsburg   | 165:184 | Taugrés Baskonia Vitoria       | 91:94    | 74:90     |
| Paşabahçe Istanbul         | 147:153 | Clear Pallacanestro Cantú      | 80:72    | 67:81     |
| TVG Trier                  | 138:224 | Victoria Libertas Pesaro       | 69:115   | 69:109    |
| Videoton KK Székesfehérvár | 139:165 | AEK Athen                      | 70:81    | 69:84     |
| BK Budiwelnyk Kiew         | 141:170 | Pitch Cholet Basket            | 76:92    | 65:78     |

## Gruppenphase

### Gruppe A
| Team                        | Sp | S | N | P+  | P-  |
| --------------------------- | -- | - | - | --- | --- |
| 1. Victoria Libertas Pesaro | 6  | 5 | 1 | 549 | 432 |
| 2. Racing Club Paris        | 6  | 3 | 3 | 434 | 452 |
| 3. AEK Athen                | 6  | 3 | 3 | 451 | 474 |
| 4. Hapoel Jerusalem         | 6  | 1 | 5 | 485 | 561 |

### Gruppe B
| Team                      | Sp | S | N | P+  | P-  |
| ------------------------- | -- | - | - | --- | --- |
| 1. Messaggero Virtus Roma | 6  | 5 | 1 | 525 | 491 |
| 2. Pitch Cholet Basket    | 6  | 4 | 2 | 501 | 463 |
| 3. CB CAI Saragossa       | 6  | 2 | 4 | 466 | 485 |
| 4. Panathinaikos Athen    | 6  | 1 | 5 | 465 | 518 |

### Gruppe C
| Team                         | Sp | S | N | P+  | P-  |
| ---------------------------- | -- | - | - | --- | --- |
| 1. CB Filatélico Valladolid  | 6  | 5 | 1 | 508 | 490 |
| 2. Clear Pallacanestro Cantú | 6  | 4 | 2 | 517 | 483 |
| 3. Hapoel Tel Aviv           | 6  | 3 | 3 | 551 | 515 |
| 4. Iraklis Thessaloniki      | 6  | 0 | 6 | 495 | 583 |

### Gruppe D
| Team                        | Sp | S | N | P+  | P-  |
| --------------------------- | -- | - | - | --- | --- |
| 1. Taugrés Baskonia Vitoria | 6  | 4 | 2 | 526 | 519 |
| 2. KK Zadar                 | 6  | 4 | 2 | 559 | 528 |
| 3. Benetton Pall. Treviso   | 6  | 3 | 3 | 533 | 513 |
| 4. Nikas Peristéri Athen    | 6  | 1 | 5 | 500 | 558 |

## Viertelfinale
|                           | Gesamt  |                                | Hinspiel | Rückspiel |
| ------------------------- | ------- | ------------------------------ | -------- | --------- |
| Racing Club Paris         | 142:151 | Messaggero Virtus Roma         | 70:71    | 72:80     |
| Pitch Cholet Basket       | 163:178 | Victoria Libertas Pesaro       | 74:78    | 89:100    |
| Clear Pallacanestro Cantú | 164:150 | Taugrés Baskonia Vitoria       | 86:73    | 78:77     |
| KK Zadar                  | 171:178 | CB Fórum Filatélico Valladolid | 80:95    | 91:83     |

## Halbfinale
|                           | Gesamt  |                                | Hinspiel | Rückspiel |
| ------------------------- | ------- | ------------------------------ | -------- | --------- |
| Messaggero Virtus Roma    | 142:137 | CB Fórum Filatélico Valladolid | 76:70    | 66:67     |
| Clear Pallacanestro Cantú | 162:163 | Victoria Libertas Pesaro       | 76:74    | 86:89     |

## Finale
|                        | Gesamt  |                          | Hinspiel | Rückspiel |
| ---------------------- | ------- | ------------------------ | -------- | --------- |
| Messaggero Virtus Roma | 193:180 | Victoria Libertas Pesaro | 94:94    | 99:86     |

- Final-Topscorer:  Darren Daye (Victoria Libertas Pesaro): 57 Punkte